# Genoma

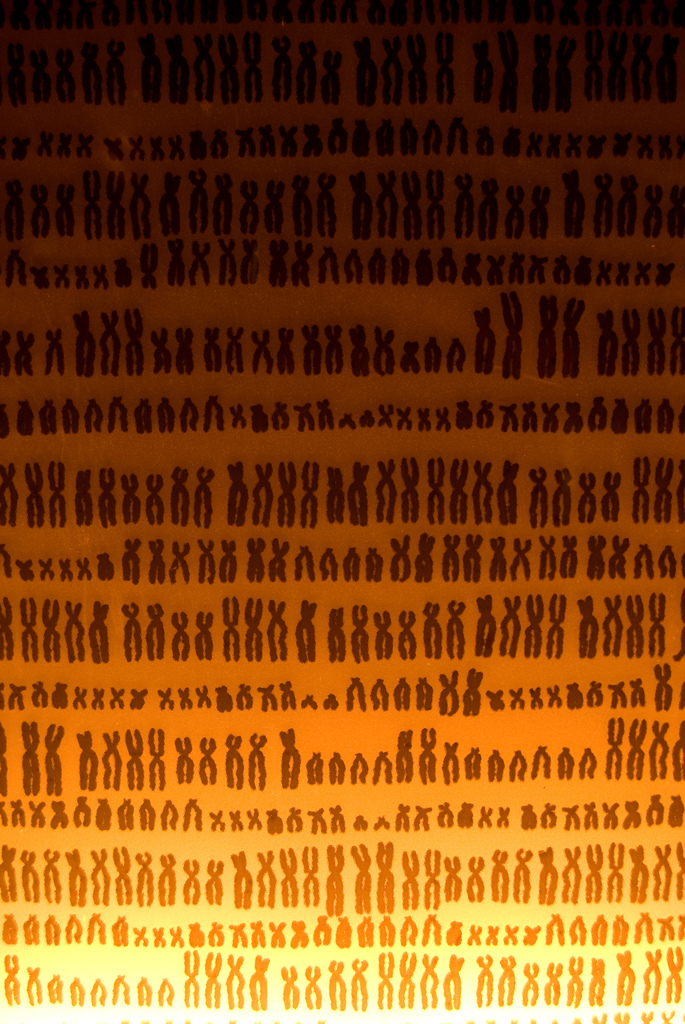
Un'immagine contenente numerosi cromosomi

Nella moderna accezione della genetica e della biologia molecolare il genoma è la totalità aploide dei cromosomi contenuta in una cellula. È costituito generalmente da DNA. Anche per i virus, entità acellulari, si parla di genoma, formato in diversi casi da RNA.
Il termine fu coniato nel 1920 da Hans Winkler, professore di botanica ad Amburgo, dalla fusione delle parole gen-e e cromos-oma.

## Principi generali
Nella sua accezione generale, genoma indica, oltre al DNA nucleare, anche quello contenuto in alcuni organelli, come mitocondri e cloroplasti. Se questi sono analizzati specificamente, si parlerà di genoma mitocondriale, ecc. Inoltre, il genoma può contenere informazioni extra-cromosomiali come plasmidi, elementi trasponibili, ecc.
Il genoma comprende una parte codificante, ossia i geni, ed una non codificante, le cui funzioni sono poco note. Lo studio delle proprietà complessive dei genomi è denominato genomica, distinto dalla genetica, che indaga le proprietà dei singoli geni.

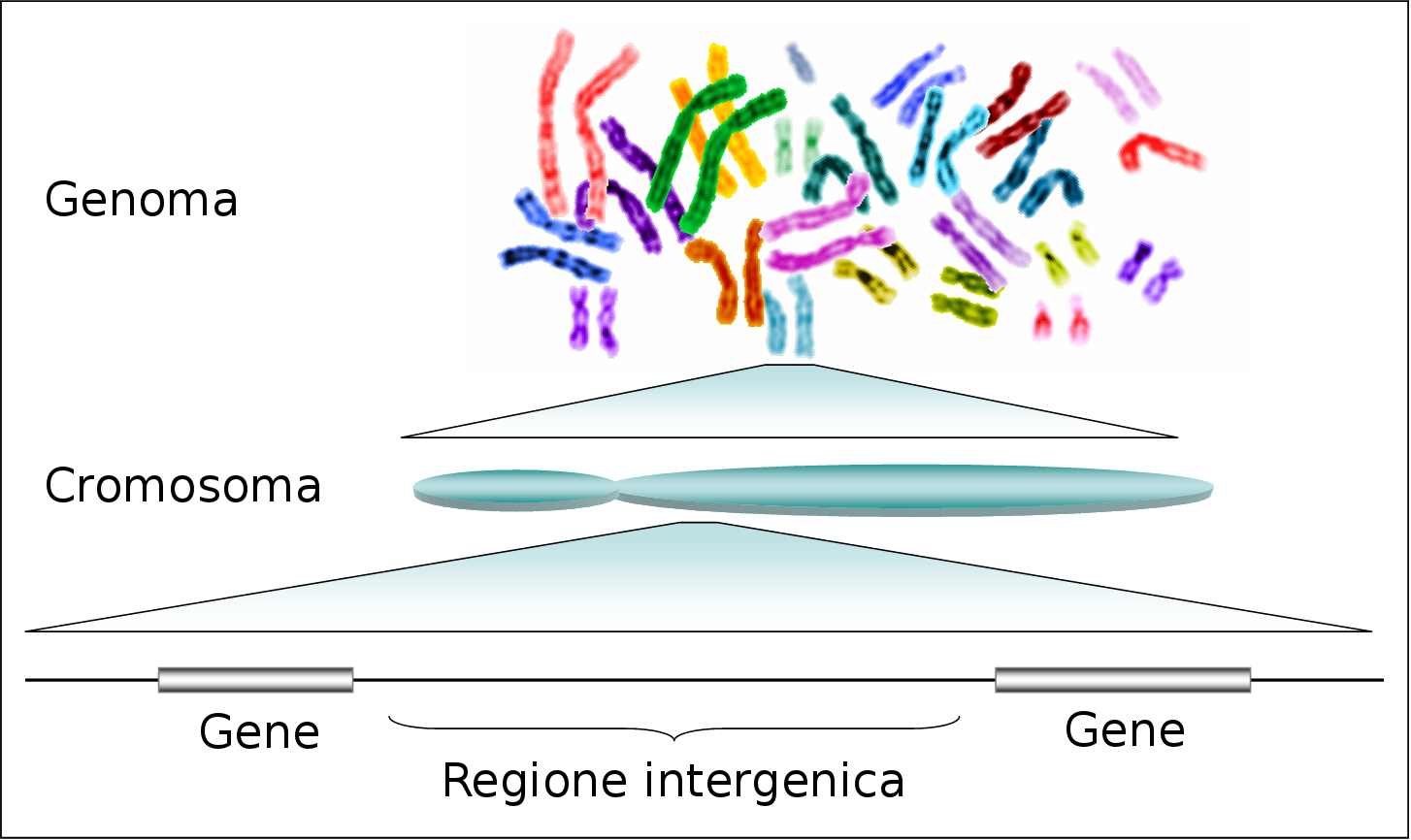
Dal cromosoma al gene, tutti i geni formano il genoma

## Ologenoma
Dal concetto di olobionte come unità di organismi di Lynn Margulis, è stato derivato per la genetica il termine ologenoma per definire l'insieme dei geni degli animali con quello dei loro microbi simbiotici, ciò che "dovrebbe essere considerato l'unità di selezione naturale nell'evoluzione".
Il concetto fu presentato la prima volta dal biotecnologo Richard Jefferson a un convegno nel 1994, successivamente fu proposto indipendentemente da Eugene Rosemberg e Ilana Zilber-Rosemberg.